# Val de Bagnes (kommun)
Val de Bagnes är en kommun i distriktet Entremont i kantonen Valais i Schweiz. Kommunen har 10 814 invånare (2023). Huvudort är Le Châble.
Kommunen skapades den 1 januari 2021 genom sammanslagningen av de tidigare kommunerna Bagnes och Vollèges.
En majoritet (85,7 %) av invånarna är franskspråkiga (2014). 70,4 % är katoliker, 6,1 % är reformert kristna och 23,5 % tillhör en annan trosinriktning eller saknar en religiös tillhörighet (2014).
| Ort           | Invånare 1 jan 2022 |
| ------------- | ------------------- |
| Chemin-Dessus | 203                 |
| Vens          | 80                  |
| Cries         | 157                 |
| Vollèges      | 1 292               |
| Levron        | 384                 |
| Le Châble     | 2 262               |
| Fontenelle    | 99                  |
| Bruson        | 647                 |
| Verbier       | 3 036               |
| Médières      | 225                 |
| Versegêres    | 1 002               |
| Champsec      | 352                 |
| Sarreyer      | 231                 |
| Lourtier      | 353                 |
| Fionnay       | 32                  |